# Saint-Ouen-de-la-Cour
Pour les articles homonymes, voir Saint-Ouen et Cour.
Saint-Ouen-de-la-Cour est une ancienne commune française, située dans le département de l'Orne en région Normandie, peuplée de 55 habitants, devenue le 1er janvier 2017 une commune déléguée au sein de la commune nouvelle de Belforêt-en-Perche.

## Géographie
Saint-Ouen-de-la-Cour appartient géographiquement à la région naturelle du Perche mais n'adhère pas au parc naturel régional du Perche bien qu'elle soit totalement enclavée à l'intérieur de son territoire.
La commune est à 5 km au nord de Bellême. La présence de la grande forêt de Bellême fait écran entre la ville proche (Bellême) et le village.
| Eperrais                      | Mauves-sur-Huisne     | Mauves-sur-Huisne                                                   |
| Eperrais                      | Saint-Ouen-de-la-Cour | Mauves-sur-Huisne, Perche-en-Nocé (comm. dél. de Colonard-Corubert) |
| Saint-Martin-du-Vieux-Bellême | Sérigny               | Perche-en-Nocé (comm. dél. de Colonard-Corubert), Sérigny           |

## Toponymie
Le nom de la localité est attesté sous les formes Sanctus Audoenus de la Curte en 1126, Saint Ouen en 1296. 
La paroisse porte le nom d'Ouen de Rouen, évêque de Rouen du VIIe siècle, évangélisateur de la Normandie.

## Histoire
Des traces d’une villa gallo-romaine et d’une voie romaine y sont attestées[réf. nécessaire]. 
À travers les comptes rendus annuels de l'abbé Pierre Bouley, on est à même de constater ce qu'était la vie rurale à cette époque loin d'être démocratique, loin d'être celle de l'interdépendance mondiale ou loin d'être celle de la modernité technologique. Gérard Plommée dresse en outre un portrait sur ce qu'était ce village au XVIIIe siècle.
Les comptes rendus de l'abbé Bouley décrivent un espace des relations sociales et commerciales, les conflits de pouvoirs, de droits et de privilèges sous l'Ancien Régime, l'impact des épidémies, la perception de la royauté, la hantise de la mauvaise mort à l'époque, les aménagements du centre du village faits par le curé, etc. La forêt demeure le refuge des « sans foi ni loi » et des « bêtes sauvages » (la présence de loups y est attestée).
Bien qu'imparfaite et incomplète, une étude essentiellement démographique de la commune entre 1592, année de début de disponibilité des registres paroissiaux, et 1789 a été faite par les historiens Émilie Blanchais, Justine Cousin, Ophélie Girard et Mathieu Demers de l'Université de Caen Basse-Normandie.
Celle-ci est disponible à la Maison de la Recherche en Sciences humaines de la même université.
Une seigneurie (celle de Saint-Martin-du-Vieux-Bellême) englobe l’essentiel du village, avec son siège au manoir du Chêne. Un petit fief existe aussi au lieu-dit la Brosse (Étienne de Brisard en est l’écuyer en 1757), en bordure de la forêt.
René Perrier, écuyer et sieur du Hanoy, est propriétaire (en 1757 du moins) de la terre de Villeneuve, à Saint-Ouen.
La paroisse entretient beaucoup de relations avec Mauves, sur l’Huisne, située au nord. On adopte normalement les mesures en vigueur dans cette paroisse dans les actes notariés de Saint-Ouen. On y va (comme à Mortagne ou à Bellême) pour acheter des grains.
Les derniers auteurs mettent l'accent sur la mortalité et les crises épidémiques. Les crises de la peste, dont celle de 1605, et celle de 1743 (possiblement de dysenterie)  montrent que ce petit village d'Ancien Régime, en apparence isolé,  n'est pas épargné par des phénomènes plus globaux.
Les habitants se déplacent essentiellement dans un rayon maximal de 8 km, dans un quadrilatère compris entre Bellême (5 km) – Nocé (8 km) – Mauves (5 km) - Le Pin qui incluent les voisins Eperrais et Courthioust (tous les deux à 3 km).
Le bourg est « réduit » : « un plan de 1747 montre au centre l’église, le presbytère, la maison du vicaire et trois autres maisons  ». Il y a cependant plusieurs « hameaux dont certains semblent plus peuplés que le bourg  ». La paroisse a donc une superficie totale de 604 hectares. Elle a plus ou moins la forme d’un cercle avec un rayon de 2 km.

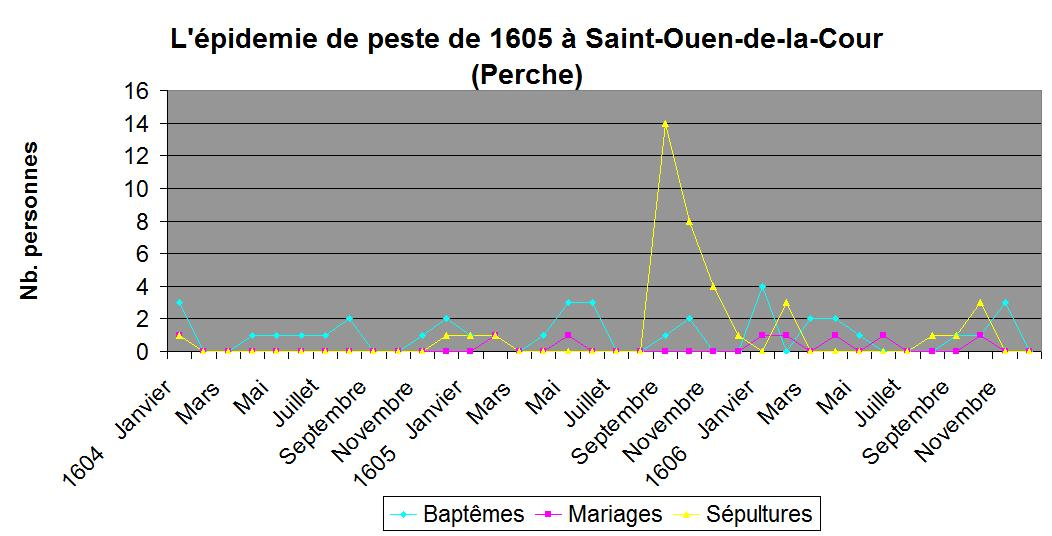

Gérard Plommée recense aussi les diverses professions exercées dans cet espace. Les habitants du lieu sont surtout des travailleurs de la terre (journaliers, bordagers et laboureurs). Beaucoup sont domestiques ou servantes. Certains sont fustiers (bûcherons), fendeurs, sabotiers, charpentiers ou marchands. Ils ont un arpenteur royal et un garde de la forêt. Des tisserands de toile de chanvre, des sergers et étaminiers (c’est l’époque de l’étamine de Nogent-le-Rotrou) sont présents.
Il n’y a cependant pas tous les métiers et services : il n’y a pas d’auberge, de cabaret, de boutique, de moulin à eau (cas rare dans le Perche), le moulin à vent du lieu-dit Bure, sur le sommet d’Apremont, n’existe plus ou n’est pas en fonction et le forgeron (forgeron-maréchal-ferrant) le plus près serait à Courthioust.
La commune nouvelle de Belforêt-en-Perche voit le jour à la suite du regroupement des communes d'Eperrais, du Gué-de-la-Chaîne, d'Origny-le-Butin, de la Perrière, de Saint-Ouen-de-la-Cour et de Sérigny le 1er janvier 2017. Son chef-lieu se situe au Gué-de-la-Chaîne.

## Politique et administration
| Période                                  | Période   | Identité         | Étiquette | Qualité     |
| ---------------------------------------- | --------- | ---------------- | --------- | ----------- |
| avant 1988                               | ?         | Julien Duteil    |           |             |
| 1989                                     | mars 2014 | Bernard Basterot | SE        | Agriculteur |
| mars 2014                                | En cours  | Didier Fiocca    | SE        | Retraité    |
| Les données manquantes sont à compléter. |           |                  |           |             |

Le conseil municipal est composé de sept membres dont le maire et deux adjoints.
Depuis le 1er janvier 2013, la commune fait partie de la communauté de communes du Pays Bellêmois.

## Démographie
L'évolution du nombre d'habitants est connue à travers les recensements de la population effectués dans la commune depuis 1793. À partir du 1er janvier 2009, les populations légales des communes sont publiées annuellement dans le cadre d'un recensement qui repose désormais sur une collecte d'information annuelle, concernant successivement tous les territoires communaux au cours d'une période de cinq ans. 
Pour les communes de moins de 10 000 habitants, une enquête de recensement portant sur toute la population est réalisée tous les cinq ans, les populations légales des années intermédiaires étant quant à elles estimées par interpolation ou extrapolation. Pour la commune, le premier recensement exhaustif entrant dans le cadre du nouveau dispositif a été réalisé en 2007,.
En 2021, la commune comptait 55 habitants, en évolution de −8,33 % par rapport à 2015 (Orne : −1,53 %, France hors Mayotte : +2,49 %).
L'historien Gérard Plommée rapporte que le dénombrement de 1722 donne 86 feux (donc environ 350 habitants) pour l'actuelle commune. Saint-Ouen-de-la-Cour a compté jusqu'à 422 habitants en 1800. Elle est la commune la moins peuplée du canton de Bellême.
| 1793 | 1800 | 1806 | 1821 | 1836 | 1841 | 1846 | 1851 | 1856 |
| ---- | ---- | ---- | ---- | ---- | ---- | ---- | ---- | ---- |
| 382  | 422  | 381  | 368  | 378  | 378  | 378  | 375  | 357  |

| 1861 | 1866 | 1872 | 1876 | 1881 | 1886 | 1891 | 1896 | 1901 |
| ---- | ---- | ---- | ---- | ---- | ---- | ---- | ---- | ---- |
| 322  | 322  | 301  | 274  | 240  | 204  | 183  | 150  | 144  |

| 1906 | 1911 | 1921 | 1926 | 1931 | 1936 | 1946 | 1954 | 1962 |
| ---- | ---- | ---- | ---- | ---- | ---- | ---- | ---- | ---- |
| 132  | 120  | 102  | 115  | 116  | 111  | 114  | 96   | 109  |

| 1968 | 1975 | 1982 | 1990 | 1999 | 2007 | 2011 | 2016 | 2020 |
| ---- | ---- | ---- | ---- | ---- | ---- | ---- | ---- | ---- |
| 96   | 77   | 68   | 58   | 66   | 64   | 60   | 60   | 55   |

## Lieux et monuments

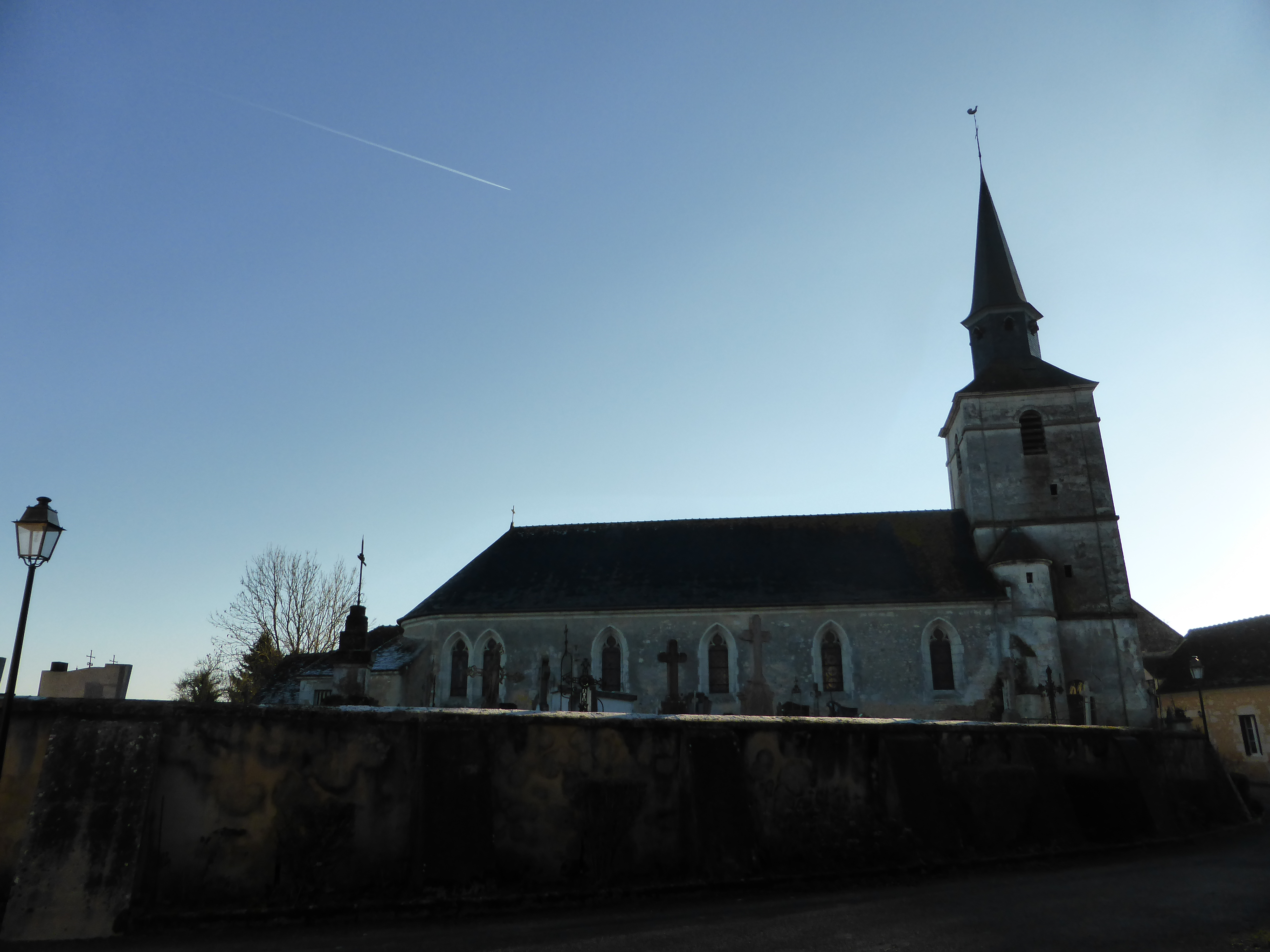
L'église Saint-Ouen.

- Église Saint-Ouen, remaniée au XVIIe siècle.
- Menhir de la Pierre des Druides.
- Manoir du Chêne, du XVIIe siècle.